# Poa jubata
Poa jubata là một loài thực vật có hoa trong họ Hòa thảo. Loài này được A.Kern. miêu tả khoa học đầu tiên năm 1873.